# マタラム
マタラム (インドネシア語：Kota Mataram) は、インドネシア西ヌサ・トゥンガラ州ロンボク島にある都市。西ヌサ・トゥンガラ州の州都であり、州で最大の都市である。

## 地理
全体を西ロンボク県に囲まれている。マタラムの少し北には、観光名所であるスンギギがある。

### 地域

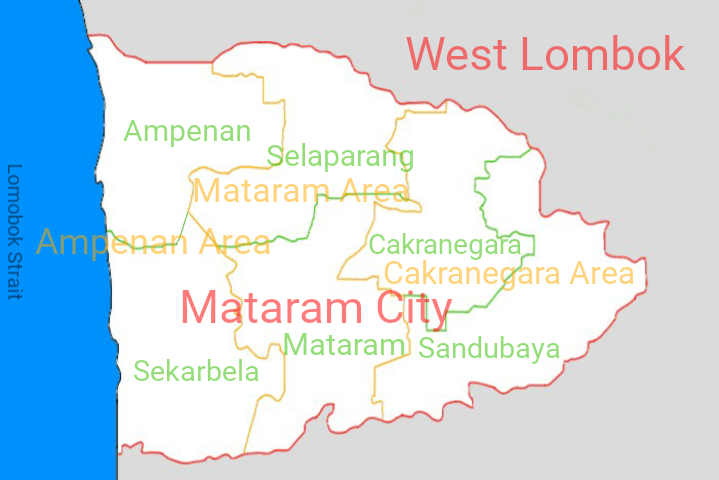
地域と行政区

マタラム地域、アンペナン地域、チャクラヌガラ地域の3地域から成り立っている。
- マタラム地域 - マタラムの中部。オフィス街。州行政府等がある。
- アンペナン地域 - マタラムの西部。中規模の古い港町。国立マタラム大学(1963年創立)がある。真珠を売る商店が多い。アラブ系や華僑が多い。
- チャクラヌガラ地域 - マタラムの東部。ロンボク島の主要な商業中心地。バリ人や華僑が多く居住する。

#### 行政区
6つの行政区に分けられる。面積と人口は2015年時点での数値。
マタラム地域
- マタラム(面積:10.76Km2、人口:83,479人、人口密度7,758人/Km2)
- セラパラン(面積:10.77Km2、人口:74,795人、人口密度:6,945人/Km2)

アンペナン地域
- アンペナン(面積:9.46Km2、人口:87,746人、人口密度:9,275人/Km2)
- スカーブラ(面積:10.32Km2、人口:64,946人、人口密度:6,923人/Km2)

チャクラヌガラ地域
- チャクラヌガラ(面積:9.67Km2、人口:66,983人、人口密度:6,927人/Km2)
- サンドゥバヤ(面積:10.32Km2、人口:72,277人、人口密度:7,004人/Km2)

## 宗教
イスラム教を信仰する住民が最も多いが、ヒンドゥー教、キリスト教、仏教、儒教などを信仰する住民もいる。

## 交通

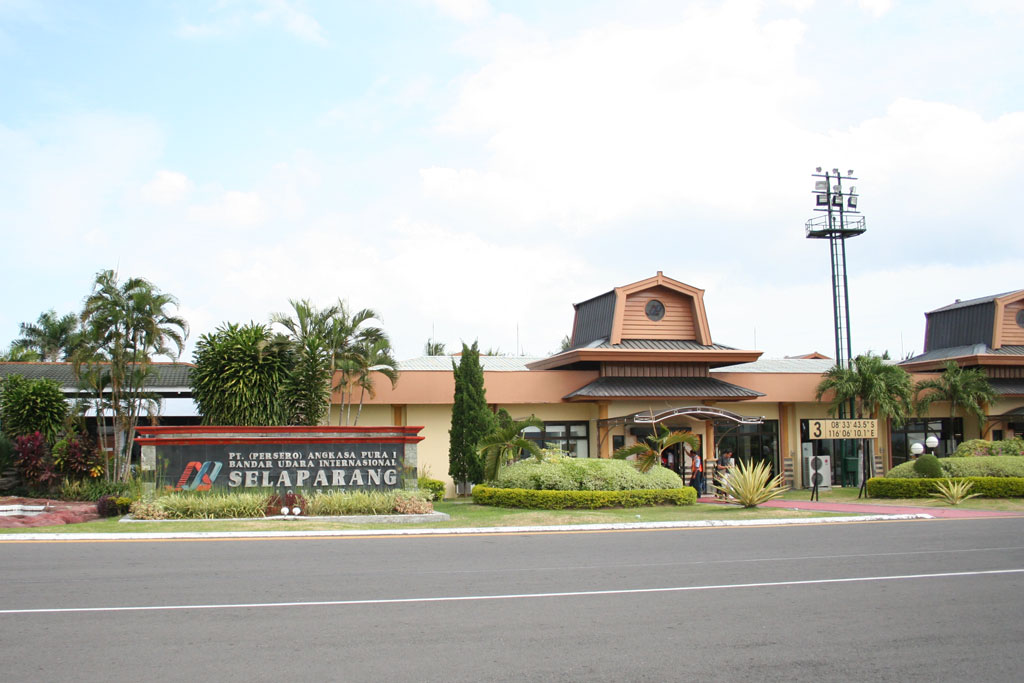
閉鎖前のセラパラン空港

- アンペナンとセラパランの境界にあったセラパラン空港は2011年9月30日の営業をもって閉鎖された[5][6]。入れ替わりに中部ロンボク県のプラヤにロンボク国際空港が開港した[6]。現在はロンボク国際空港からマタラム・スンギギ方面へのバスが運行されている。
- その他のバス路線もあり、島内だけでなく、バスごとフェリーに乗って島外へも行くことができる。
- タクシーや「チドモ」と呼ばれる馬車も運行されている。

## 観光地

### マタラム

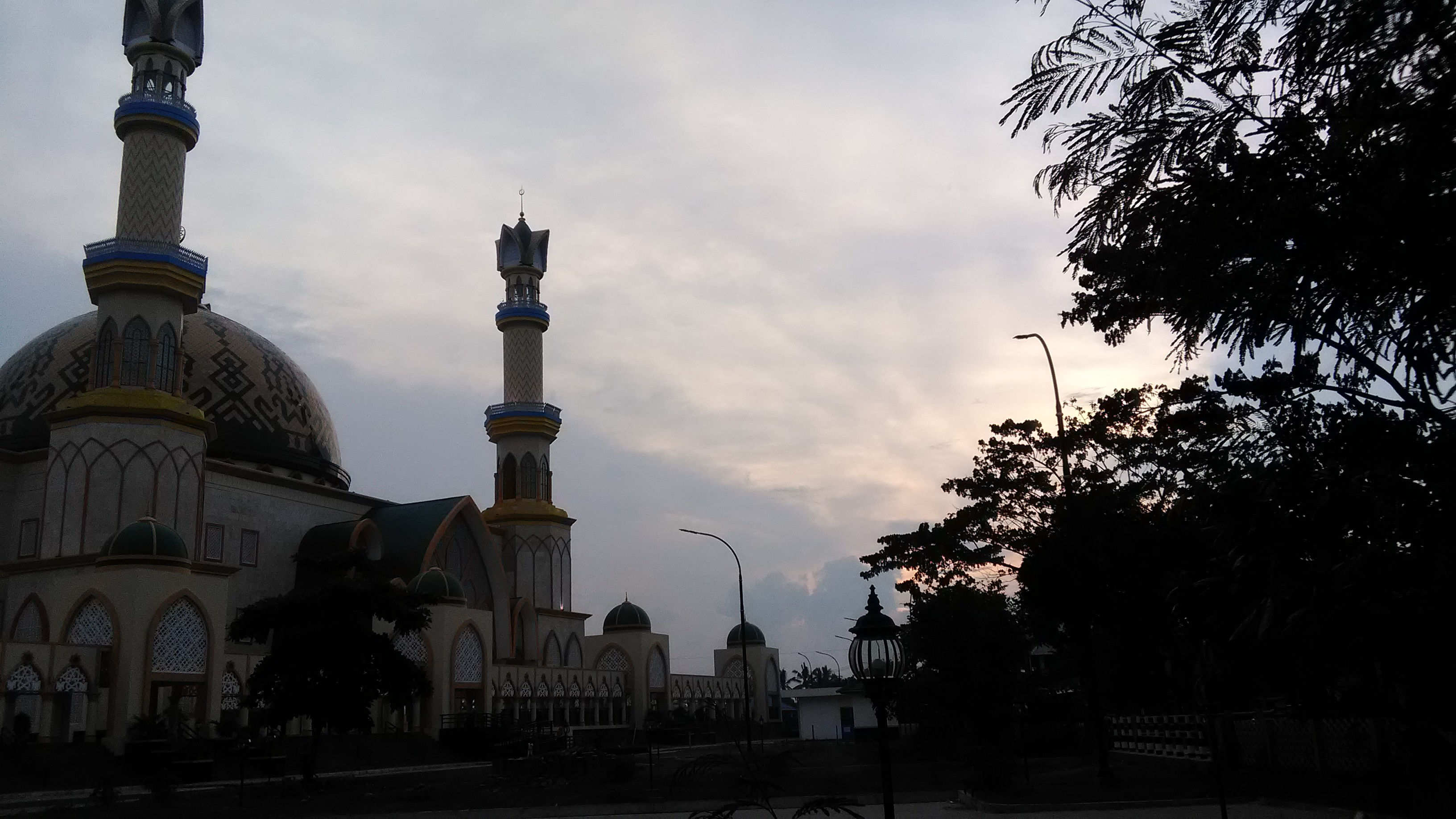
西ヌサ・トゥンガライスラミックセンター

- 西ヌサ・トゥンガライスラミックセンター - 2016年に完成した、大規模なモスク。駐車場完備。近くにバス停あり。

### アンペナン
- アンペナンビーチ - ロンボク海峡に面するビーチ。

### チャクラヌガラ

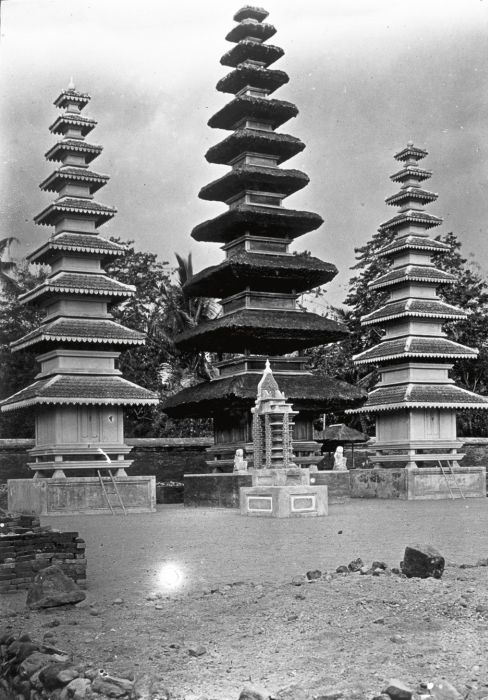
メル寺院

- メル寺院 - 1720年にカランガスム王国の王子により建立されたロンボク島最大のヒンドゥー教寺院。
- タマン・マユラ - 1744年にカランガスム王国のチャクラヌガラ王により建てられた宮殿。

## 姉妹都市
- アルバ(オランダ王国の構成国)
- プライア(カーボベルデ)